# شاك إن باب
شاك إن باب (بالإنجليزية: Chack'n Pop) (باليابانية: ちゃっくんぽっぷ) ، هي لعبة إلكترونية من نوع منصات، أنتجت سنة 1983م، ونشرتها شركة تايتو اليابانية.

## وصلات خارجية
- شاك إن باب guide في موقع ستراتيجي ويكي
- شاك إن باب على موقع القائمة القاتلة لألعاب الفيديو